# Layli
Layli   (2002) és una manifestant iraniana d'identitat desconeguda, protagonista d'unes imatges icòniques de les protestes després de la mort de Mahsa Amini del 2022.
És coneguda per unes imatges de les protestes iranianes del 2022 que van esdevenir icòniques. La jove sortia d'esquena recollint-se els cabells en una cua abans d'enfrontar-se amb la policia, un gest de valentia al seu país. Va respondre una entrevista a la BBC, on va afirmar que seguiria lluitant per persones com Hadith Najafi i Mahsa Amini. En un primer moment s'havia identificat erròniament amb Hadis Najafi.
El 2022 fou una de les 100 dones més inspiradores per la BBC, que la va anomenar amb el nom fictici de Layli.